# (1505) Коранна
(1505) Коранна — астероид главного пояса, открытый 21 апреля 1939 года в Республиканской обсерватории Йоханнесбурга Сирилом Джексоном. Назван в честь одноимённого племени бушменов, которое живёт в пустыне Калахари. Тиссеранов параметр относительно Юпитера — 3,329.